# Katarzyna Frydrych
Katarzyna Maria Frydrych (ur. 8 marca 1971 w Sosnowcu) – polska prawniczka, sędzia, w latach 2021–2023 podsekretarz stanu w Ministerstwie Sprawiedliwości.

## Życiorys
W 1995 została absolwentką Wydziału Prawa i Administracji Uniwersytetu Śląskiego, w 2005 ukończyła studia podyplomowe z prawa i gospodarki Unii Europejskiej na Uniwersytecie Wrocławskim. Ukończyła aplikację sądową, następnie rozpoczęła orzekanie jako asesor i sędzia w sprawach cywilnych w Sądzie Rejonowym w Dąbrowie Górniczej. W 2005 została wiceprezesem, a w 2012 prezesem tego sądu. W tym samym roku awansowana do Sądu Okręgowego w Katowicach, gdzie była wiceprezesem (od 2014) i prezesem (od 2019).
12 kwietnia 2021 powołana w miejsce Anny Dalkowskiej na stanowisko podsekretarza stanu w Ministerstwie Sprawiedliwości odpowiedzialnego m.in. za nadzór administracyjny nad sądownictwem. W listopadzie 2023 złożyła dymisję w związku z objęciem stanowiska prezesa Sądu Apelacyjnego w Katowicach.